# Stonethwaite
Stonethwaite – wieś w Anglii, w Kumbrii, w dystrykcie (unitary authority) Cumberland. Leży 45 km na południe od miasta Carlisle i 390 km na północny zachód od Londynu.